# ジェイムズ・マクファーソン (軍人)
ジェイムズ・バーズアイ・マクファーソン（James B. McPherson、1828年11月14日 - 1864年7月22日）は、アメリカ陸軍の職業軍人であり、南北戦争では北軍の将軍だった。アトランタの戦いで戦死し、この戦争で戦死した者としては北軍で最高位だった。

## 生い立ちと初期の経歴
マクファーソンはオハイオ州クライド近くで生まれた。オハイオのノーウォーク・アカデミーで学び、1853年に陸軍士官学校を同級の中で1番の成績で卒業し、同期にはフィリップ・シェリダン、ジョン・マカリスター・スコフィールドおよびジョン・ベル・フッドがいた。フッドは後に西部で敵対することになった。マクファーソンは少尉として陸軍工兵隊に配属になった。卒業後の1年間は士官学校で応用工学の教官補となり、次に1854年から1857年までニューヨーク港の防衛とハドソン川の改良で技師補となった。1857年、デラウェア砦の建設を監督し、1857年から1861年はカリフォルニア州サンフランシスコでアルカトラズ島の防御を施す監督技師となった。

## 南北戦争
南北戦争の開始時点でサンフランシスコに駐在していたが、工兵隊への転属を希望し、東部へ転属されればその経歴を上向かせられると考えていた。1861年8月1日にカリフォルニアを離れ、間もなくニューヨークに着いた。そこで西部戦線の指揮官の一人であるヘンリー・ハレック少将の参謀職を希望した。この希望が叶い（工兵隊の大尉の時）ミズーリ州セントルイスに赴任した。
マクファーソンの軍歴はこの配属の後で上がり始めた。ヘンリー砦とドネルソン砦を占領した時はユリシーズ・グラント准将の下で中佐かつ工兵技師だった。シャイローの戦い後、准将に昇進した。1862年10月8日、少将に昇進しその後直ぐにグラントのテネシー軍で第17軍団指揮官を任された。1864年3月12日、テネシー軍指揮官ウィリアム・シャーマン少将が西部戦線全軍の指揮官に昇進した（グラントが全北軍の総司令官となって東部に移動したため）あとで、テネシー軍の指揮官を任された。そのテネシー軍はシャーマンの右翼となり、カンバーランド軍とオハイオ軍と行動を共にした。1864年5月5日シャーマンはアトランタ方面作戦を開始した。
シャーマンはジョージア州ダルトンに向かってその軍隊の大半で陽動行動を行う作戦を立て、マクファーソンが南軍ジョセフ・ジョンストン将軍の攻撃の矛先を凌ぎ、南軍を罠に掛けようとした。しかし南軍は最終的に脱出し、シャーマンはマクファーソンを（「鈍い」と）非難した。しかし、南軍を逃がしたのは主にシャーマンの作戦の方に欠陥があったからだった。マクファーソンの軍隊は南軍を「活発に」追跡し、キングストンで補給し直した。その軍隊はパンプキン・クリーク近くに退き、そこから南軍を攻撃してダラスから追い出したが、これはシャーマンがそうするように命令したかなり前のことだった。ジョンストンとシャーマンは互いに策を掛け合い、その結果がケネソー山の戦いでの北軍の敗北になった。マクファーソンは続いてマリエッタの戦いで側面を衝こうとしたが、同じように失敗した。

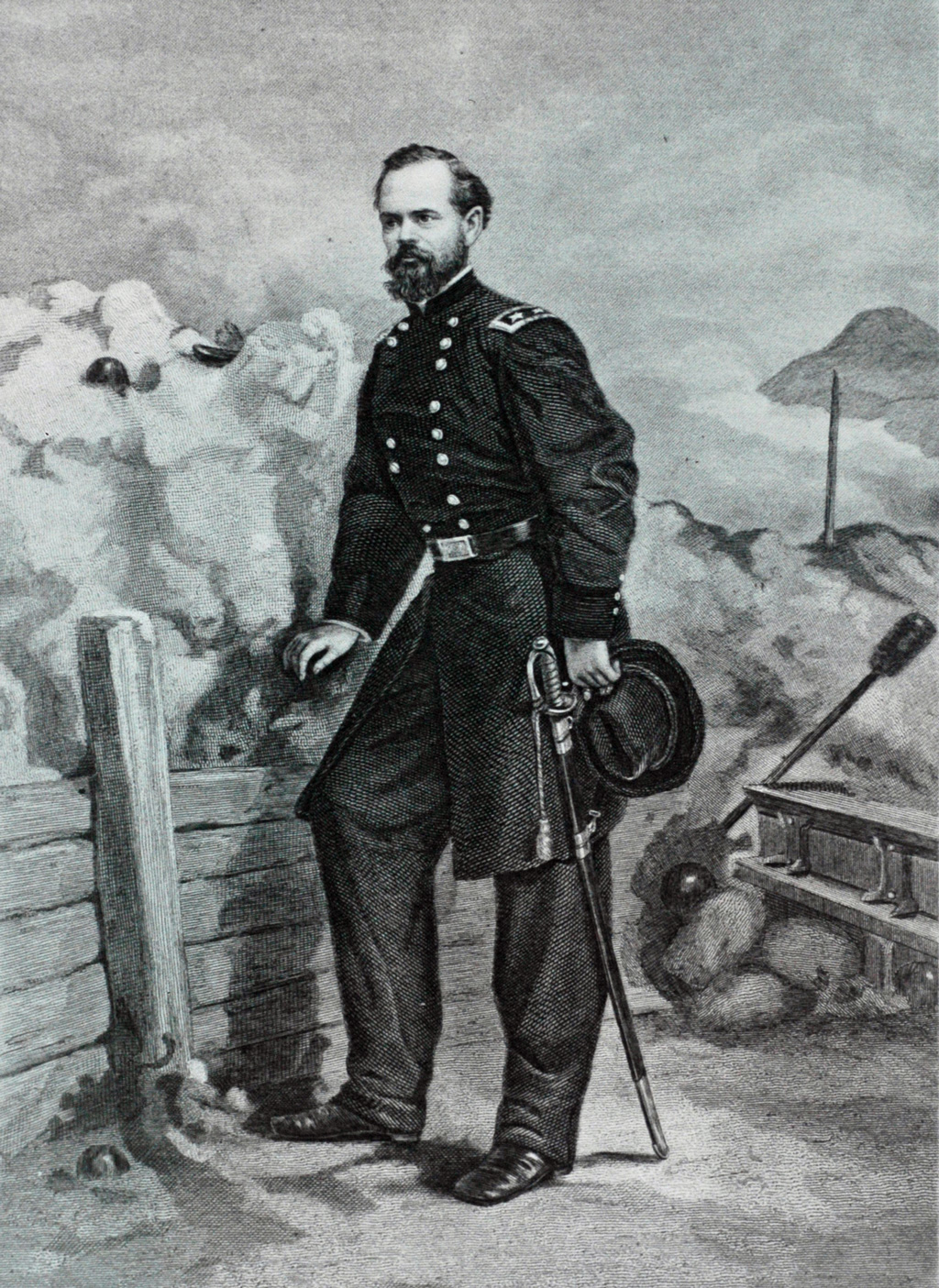
マクファーソンの石版画

7月17日、アメリカ連合国大統領ジェファーソン・デイヴィスはジョンストンの操軍と後退の戦略に業を煮やし、指揮官をジョン・ベル・フッドに挿げ替えた。フッドは結局破れアトランタに後退した。一方マクファーソンはその軍隊をディケーターに進軍させ、そこからアトランタを見下ろすボールドヒルの高地に進んだ。7月22日、マクファーソンは南軍がアトランタを離れたことに気付いた。シャーマンは南軍が敗北して市を明け渡しているのだと考えた。しかし、マクファーソンは南軍が北軍の右翼と後衛を攻撃するために移動しているのだと考え、これが正しかった。彼等が新しい展開について議論している間に、南軍ウィリアム・J・ハーディ中将の4個師団が北軍グレンビル・ドッジ少将の第16軍団側面を衝いた。マクファーソンが馬に乗って以前指揮していた第17軍団に向かうと、1隊の南軍散兵が現れ、「止まれ！」と叫んだ。マクファーソンは帽子を取るかのようにその手を頭に持っていったが、突然馬を帰して逃げようとした。南軍兵が発砲し、マクファーソンに致命傷を負わせた。
その敵対者、ジョン・ベル・フッドは次のように書き記した。

## 遺産

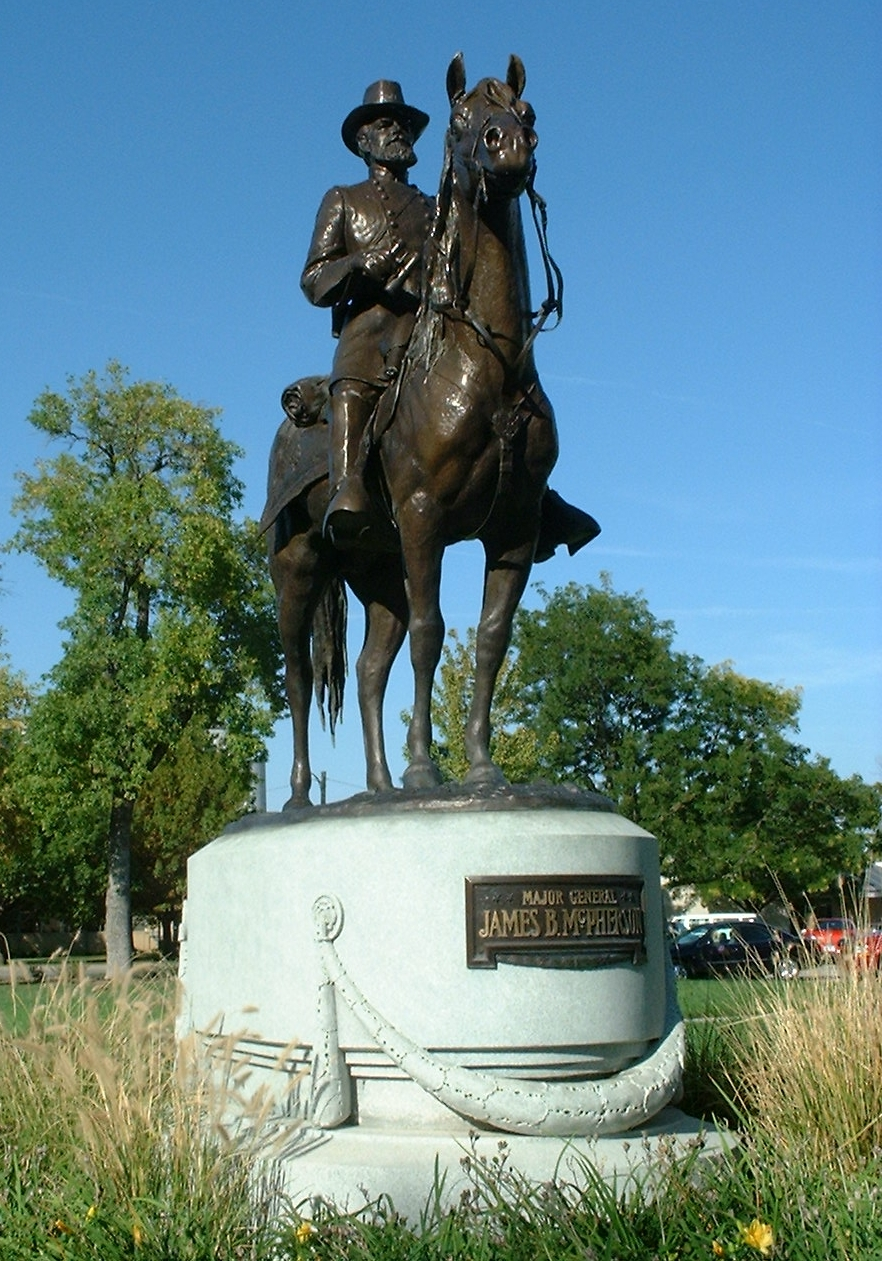
カンザス州マクファーソン市の騎馬像

- 戦後、アトランタのマクファーソン砦は彼の栄誉を称えて命名された。マクファーソンはオハイオ州クライドの故郷に埋葬されている。
- 1873年に創設され1885年に自治体となったサウスダコタ州マクファーソン郡も彼に因んで名付けられた。
- ワシントンD.C.のマクファーソン広場は彼に因んで名付けられている。この広場の中央に馬の背に跨ったマクファーソンの彫像がある。マクファーソンという名の地下鉄駅もある。
- 1890年と1891年にシリーズで出た2ドル国債、別名硬貨国債は、表面にマクファーソンの肖像をあしらってある。
- カンザス州マクファーソン郡およびマクファーソン市はマクファーソン将軍に因んで名付けられた。またマクファーソン郡郡庁舎の向かい側公園にマクファーソンの騎馬像がある。
- イリノイ州シカゴ近郷のレイブンズウッドのジェイムズ・B・マクファーソン小学校はマクファーソン将軍に因んで名付けられた[5]。
- マクファーソン将軍の死を記す歴史記念碑はイーストアトランタの戦死した地点に建てられている。